# Nicholas Tombazis
Nicholas Tombazis, född den 22 april 1968 i Aten, är en grekisk chefsdesigner för Ferrari i formel 1. Han har även jobbat för Benetton, haft en tidigare sejour i Ferrari och var under två år anställd i McLaren.